# Julio César Arzú
Julio César Arzú (Tela, 5 de juny de 1954) fou un futbolista hondureny.
Jugava a la posició de porter. Defensà els colors del Real España a Hondures i del Racing de Santander a Espanya. També fou internacional amb la selecció d'Hondures, amb la qual disputà la Copa del Món de 1982.